# Ascogrammitis alan-smithii
Ascogrammitis alan-smithii är en stensöteväxtart som först beskrevs av A. Rojas, och fick sitt nu gällande namn av Michael Sundue. Ascogrammitis alan-smithii ingår i släktet Ascogrammitis och familjen Polypodiaceae. Inga underarter finns listade.